# デネル・ゴンサウヴェス・ピニェイロ
デネル・ゴンサウヴェス・ピニェイロ（Dener Gonçalves Pinheiro , 1995年4月12日 -)は、ブラジル出身のプロサッカー選手。ポジションはミッドフィールダー。

## 来歴
フィゲイレンセFCの下部組織出身。2013年7月のアトレチコ・ゴイアニエンセ戦でトップチームデビューを果たした。
2019年、ヴィラ・ノヴァFCからファジアーノ岡山に完全移籍したが、怪我の治療に専念するため、シーズン開幕からわずか1週間後の3月3日付で契約解除となった。

## 所属クラブ
ユースチーム経歴
- フィゲイレンセFC

トップチーム経歴
- 2011年 - 2017年  フィゲイレンセFC
- 2018年  ヴィラ・ノヴァFC
- 2019年 - 同年3月  ファジアーノ岡山FC
- 2020年  セルトンジーニョFC
- 2020年  アソシアソン・フェロヴィアリア・ジ・エスポルテス
- 2020年  セルトンジーニョFC
- 2021年 -  フィゲイレンセFC

## Jリーグでの個人成績
| 国内大会個人成績 | 国内大会個人成績 | 国内大会個人成績 | 国内大会個人成績 | 国内大会個人成績 | 国内大会個人成績 | 国内大会個人成績 | 国内大会個人成績 | 国内大会個人成績 | 国内大会個人成績 | 国内大会個人成績 | 国内大会個人成績 |
| 年度             | クラブ           | 背番号           | リーグ           | リーグ戦         | リーグ戦         | リーグ杯         | リーグ杯         | オープン杯       | オープン杯       | 期間通算         | 期間通算         |
| 年度             | クラブ           | 背番号           | リーグ           | 出場             | 得点             | 出場             | 得点             | 出場             | 得点             | 出場             | 得点             |
| 日本             | 日本             | 日本             | 日本             | リーグ戦         | リーグ戦         | リーグ杯         | リーグ杯         | 天皇杯           | 天皇杯           | 期間通算         | 期間通算         |
| ---------------- | ---------------- | ---------------- | ---------------- | ---------------- | ---------------- | ---------------- | ---------------- | ---------------- | ---------------- | ---------------- | ---------------- |
| 2019             | 岡山             | 35               | J2               | 0                | 0                | -                | -                | -                | -                | 0                | 0                |
| 通算             | 日本             | 日本             | J2               | 0                | 0                | -                | -                | -                | -                | 0                | 0                |
| 総通算           | 総通算           | 総通算           | 総通算           | 0                | 0                | -                | -                | 0                | 0                | 0                | 0                |

## タイトル
フィゲイレンセ
- カンピオナート・カタリネンセ: 2014